# さいたま市立辻南小学校
さいたま市立辻南小学校（さいたましりつ つじみなみしょうがっこう）は、埼玉県さいたま市南区辻八丁目
にある、公立小学校。

## 学校教育目標
- 進んで学び、心豊かで、心身ともにたくましい児童の育成

## 校訓
- かしこく　やさしく　たくましく

## 規模
- 2014年度 - 556人22学級

## 沿革
- 2007年4月1日 - 周辺の人口増によるマンモス校解消のため市内101番目の小学校としてさいたま市立辻南小学校が開校。カヤバ工業浦和工場の跡地に建てられた。

## 学区
- 辻1丁目、辻2丁目、辻3丁目、辻7丁目、辻8丁目

## 交通
- 埼京線北戸田駅から徒歩10分。

## ホームグラウンドとして利用
- 浦和辻サッカー少年団
- 浦和辻イーグルス
- 文蔵ソフトボールスポーツ少年団
- さいたま辻ミニバスケットスポーツ少年団
- 南浦和ミニバスケットボールスポーツ少年団ラビット